# Pauline Ducruet
Pauline Grace Maguy Ducruet (La Colle, Mónaco; 4 de mayo de 1994) es la segunda hija de la Princesa Estefanía de Mónaco. Sus abuelos maternos eran Raniero III, Príncipe Soberano de Mónaco, y la actriz estadounidense Grace Kelly. Es sobrina de Alberto II, Príncipe Soberano de Mónaco. Ducruet es actualmente la 16º en la línea de sucesión al trono Monegasco. Puede representar en actos oficiales a su tío el Príncipe Soberano de Mónaco.

## Primeros años
Pauline Ducruet nació el 4 de mayo de 1994 en el Centro Hospitalario Princesa Grace  en La Colle, Mónaco. Es la segunda hija de la princesa Estefanía de Mónaco y Daniel Ducruet. Sus padres se casaron posteriormente en una ceremonia civil el 1 de julio de 1995. Tiene un hermano mayor (Louis) y tres medios hermanos. Su medio hermano Michael es hijo de Daniel Ducruet y Martine Malbouvier. Su media hermana, Camille Gottlieb, es hija de la princesa Estefanía y Jean-Raymond Gottlieb. También tiene otra media hermana, Linoué, hija de Daniel Ducruet y Kelly Marie Carla Lancien.

## Educación
Ducruet hizo el bachillerato, sección literaria, de Liceo Príncipe Alberto I de Mónaco. Se dice que Ducruet se saltó un curso académico, lo que conllevó que quedase sólo un año por detrás de su hermano, en vez de dos. Recibió su grado de bachillerato francés en julio de 2011. En 2012 estudió en la escuela de idiomas de Mónaco.
Ducruet fue aprendiz de estilismo durante tres años en el Instituto Marangoni de París. En 2015, Ducruet se mudó a Nueva York para estudiar diseño de moda; parte de sus estudios fueron cinco meses de prácticas en Vogue y una pasantía de seis meses en Louis Vuitton. Ella recibió un grado de asociado en Diseño de Moda por  Parsons The New School for Design en 2015–2017.

## Carrera de moda
En junio de 2017, Ducruet se asoció con Maria Zarco para lanzar @altered.designs, una compañía de moda que las dos mujeres publicitan vía Instagram.
Pauline diseñó el vestido de novia para la boda religiosa de su cuñada, Marie Hoa Chevallier.

## Carrera de clavadismo
Ducruet es una clavadista de alto rendimiento. En 2010, representó a Mónaco en al Campeonato Mundial de Clavadismo Juvenil en Aache, Alemania. En julio de 2010 compitió en los Campeonatos Juveniles de Natación y Clavadismo Europeos en Helsinki, Finlandia. En agosto de 2010 fue parte de la delegación monegasca en las Juegos Olímpicos de la Juventud en Singapur.

## Otros intereses
Entre las primeras actividades de Ducruet estuvo el entrenamiento de elefantes en el circo de Franco Knie, durante un tiempos pareja de su madre. En 2004 se involucró en la gimnasia; su madre es presidenta de la federación de gimnasia de Mónaco.
En diciembre de 2011, según la princesa Estefanía, Pauline la ayudó con todos los aspectos del Festival Internacional de Circo de Monte-Carlo 2012. De hecho, ella fundó y presidió el jurado de la "Nueva Generación" del festival de circo en Mónaco, específicamente para gente de menos de 20 años de edad.

## Sucesión
Ducruet es sobrina del Príncipe Alberto II de Mónaco y actualmente ocupa el puesto 16 en la línea de sucesión al trono Monegasco.

## Árbol genealógico
|  |                                              |  |  |  |  |  |  |  |  |  |  |  |  |  |  |  |
|  | 4. Henri Ducruet                             |  |  |  |  |  |  |  |  |  |  |  |  |  |  |  |
|  |                                              |  |  |  |  |  |  |  |  |  |  |  |  |  |  |  |
|  |                                              |  |  |  |  |  |  |  |  |  |  |  |  |  |  |  |
|  | 2. Daniel Ducruet                            |  |  |  |  |  |  |  |  |  |  |  |  |  |  |  |
|  |                                              |  |  |  |  |  |  |  |  |  |  |  |  |  |  |  |
|  |                                              |  |  |  |  |  |  |  |  |  |  |  |  |  |  |  |
|  | 5. Maguy Barbero                             |  |  |  |  |  |  |  |  |  |  |  |  |  |  |  |
|  |                                              |  |  |  |  |  |  |  |  |  |  |  |  |  |  |  |
|  |                                              |  |  |  |  |  |  |  |  |  |  |  |  |  |  |  |
|  | 1. Pauline Ducruet                           |  |  |  |  |  |  |  |  |  |  |  |  |  |  |  |
|  |                                              |  |  |  |  |  |  |  |  |  |  |  |  |  |  |  |
|  |                                              |  |  |  |  |  |  |  |  |  |  |  |  |  |  |  |
|  | 24. Conde Magencio de Polignac               |  |  |  |  |  |  |  |  |  |  |  |  |  |  |  |
|  |                                              |  |  |  |  |  |  |  |  |  |  |  |  |  |  |  |
|  |                                              |  |  |  |  |  |  |  |  |  |  |  |  |  |  |  |
|  | 12. Conde Pedro de Polignac                  |  |  |  |  |  |  |  |  |  |  |  |  |  |  |  |
|  |                                              |  |  |  |  |  |  |  |  |  |  |  |  |  |  |  |
|  |                                              |  |  |  |  |  |  |  |  |  |  |  |  |  |  |  |
|  | 25. Susana de la Torre y Mier                |  |  |  |  |  |  |  |  |  |  |  |  |  |  |  |
|  |                                              |  |  |  |  |  |  |  |  |  |  |  |  |  |  |  |
|  |                                              |  |  |  |  |  |  |  |  |  |  |  |  |  |  |  |
|  | 6. Raniero III, príncipe de Mónaco           |  |  |  |  |  |  |  |  |  |  |  |  |  |  |  |
|  |                                              |  |  |  |  |  |  |  |  |  |  |  |  |  |  |  |
|  |                                              |  |  |  |  |  |  |  |  |  |  |  |  |  |  |  |
|  | 26. Luis II, príncipe de Mónaco              |  |  |  |  |  |  |  |  |  |  |  |  |  |  |  |
|  |                                              |  |  |  |  |  |  |  |  |  |  |  |  |  |  |  |
|  |                                              |  |  |  |  |  |  |  |  |  |  |  |  |  |  |  |
|  | 13. Princesa Carlota, duquesa de Valentinois |  |  |  |  |  |  |  |  |  |  |  |  |  |  |  |
|  |                                              |  |  |  |  |  |  |  |  |  |  |  |  |  |  |  |
|  |                                              |  |  |  |  |  |  |  |  |  |  |  |  |  |  |  |
|  | 27. Marie Juliette Louvet                    |  |  |  |  |  |  |  |  |  |  |  |  |  |  |  |
|  |                                              |  |  |  |  |  |  |  |  |  |  |  |  |  |  |  |
|  |                                              |  |  |  |  |  |  |  |  |  |  |  |  |  |  |  |
|  | 3. Princesa Estefanía de Mónaco              |  |  |  |  |  |  |  |  |  |  |  |  |  |  |  |
|  |                                              |  |  |  |  |  |  |  |  |  |  |  |  |  |  |  |
|  |                                              |  |  |  |  |  |  |  |  |  |  |  |  |  |  |  |
|  | 28. John Henry Kelly                         |  |  |  |  |  |  |  |  |  |  |  |  |  |  |  |
|  |                                              |  |  |  |  |  |  |  |  |  |  |  |  |  |  |  |
|  |                                              |  |  |  |  |  |  |  |  |  |  |  |  |  |  |  |
|  | 14. John Brendan Kelly                       |  |  |  |  |  |  |  |  |  |  |  |  |  |  |  |
|  |                                              |  |  |  |  |  |  |  |  |  |  |  |  |  |  |  |
|  |                                              |  |  |  |  |  |  |  |  |  |  |  |  |  |  |  |
|  | 29. Mary Anne Costello                       |  |  |  |  |  |  |  |  |  |  |  |  |  |  |  |
|  |                                              |  |  |  |  |  |  |  |  |  |  |  |  |  |  |  |
|  |                                              |  |  |  |  |  |  |  |  |  |  |  |  |  |  |  |
|  | 7. Grace Kelly                               |  |  |  |  |  |  |  |  |  |  |  |  |  |  |  |
|  |                                              |  |  |  |  |  |  |  |  |  |  |  |  |  |  |  |
|  |                                              |  |  |  |  |  |  |  |  |  |  |  |  |  |  |  |
|  | 30. Carl Majer                               |  |  |  |  |  |  |  |  |  |  |  |  |  |  |  |
|  |                                              |  |  |  |  |  |  |  |  |  |  |  |  |  |  |  |
|  |                                              |  |  |  |  |  |  |  |  |  |  |  |  |  |  |  |
|  | 15. Margaret Katherine Majer                 |  |  |  |  |  |  |  |  |  |  |  |  |  |  |  |
|  |                                              |  |  |  |  |  |  |  |  |  |  |  |  |  |  |  |
|  |                                              |  |  |  |  |  |  |  |  |  |  |  |  |  |  |  |
|  | 31. Margaretha Berg                          |  |  |  |  |  |  |  |  |  |  |  |  |  |  |  |
|  |                                              |  |  |  |  |  |  |  |  |  |  |  |  |  |  |  |
|  |                                              |  |  |  |  |  |  |  |  |  |  |  |  |  |  |  |